# John Wayne Gacy

John Wayne Gacy som clownen Pogo.

John Wayne Gacy, född 17 mars 1942 i Chicago, Illinois, USA, död 10 maj 1994 på Stateville Correctional Center, Crest Hill, Illinois, var en amerikansk seriemördare. Han fälldes för våldtäkt och mord på trettiotre pojkar, tonårskillar och män.

## Biografi

### Första våldtäkten
John Wayne Gacy Jr. växte upp med en far som slog honom, kallade honom för homosexuell och anklagade honom för att söka uppmärksamhet med sina hälsoproblem (han hade hjärtfel och drabbades ibland av blackouter efter en huvudskada). Trots detta älskade Gacy sin far och gjorde allt för att vara honom till lags. 1964 gifte sig Gacy med en arbetskamrat, Marlynn Myers.
Gacy bosatte sig med sin fru i Waterloo, Iowa, där han fick arbete på sin svärfars KFC-restaurang. I äktenskapet föddes två barn, en son och en dotter. Gacy var känd som en trevlig och social man. När ett rykte om att Gacy var homosexuell och att han brukade göra närmanden mot pojkar, som arbetade för honom, spred sig i Waterloo, avfärdades detta som falskt. I december 1968 dömdes han emellertid för att ha våldtagit en pojke. Enligt pojken skulle han ha låtit lura sig att bindas, för att sedan bli våldtagen av Gacy. I domstolen hävdade Gacy att detta inte var sant och att pojken gått med på sex mot betalning. Fyra månader senare greps en man vid namn Dwight Anderson för att ha misshandlat pojken på uppdrag av Gacy. Domstolen beordrade då Gacy att genomgå en rättspsykiatrisk undersökning, vilket visade att han var frisk, men att han hade en antisocial personlighet (ASPD, Antisocial Personality Disorder). Kort efter detta erkände Gacy anklagelserna och dömdes till 10 års fängelse. Hans fru begärde och fick skilsmässa och Gacy sade att han aldrig ville se henne eller barnen igen. I fängelset uppförde sig Gacy mönstergillt. Han benådades efter 18 månader och frisläpptes den 18 juni 1970.
Efter frisläppandet flyttade Gacy till sin mor i Chicago och fick arbete som kock. I juni 1972 gifte han sig med Carole Hoff, men då hans homosexualitet gradvis kom att påverka äktenskapet, skilde de sig.

### Seriemorden
Gacy hade nu en egen byggfirma och engagerade sig även politiskt i det demokratiska partiet. En del av sin fritid tillbringade han på det lokala barnsjukhuset där han, utklädd till clownen ”Pogo”, roade barnen. Den politiska karriären fick ett abrupt slut, när det återigen uppstod rykten om olämpliga förbindelser med tonårspojkar. Ryktena uppstod i samband med att ett antal tonårspojkar försvann, varav några var anställda vid eller på annat sätt kommit i kontakt med Gacys byggfirma. Efter att en pojke försvunnit vid samma tidpunkt som en planerad anställningsintervju hos Gacy genomförde polisen en husrannsakan. Inga fynd som kunde binda Gacy till pojkarnas försvinnande gjordes.
Fortsatta rykten och alltfler indicier ledde till en andra husrannsakan 1978, varvid man även undersökte krypgrunden under hans hus. Polisen kände stanken från källaren men trodde att den berodde på någon form av avloppsläcka. Däremot beslagtog man en mängd föremål, bland annat ett kvitto som kunde kopplas till Robert Piest och en ring som tillhörde en tonårspojke som anmälts saknad. Under huset påträffade polisen 29 lik stadda i olika grad av förruttnelse, i garaget samt i en flod i närheten hittade man ytterligare 3 lik. Gacy förklarade att han hade slut på plats under huset och dessutom fick ryggproblem av allt grävande. Gacy greps omgående. Ytterligare ett lik hittades ingjutet i uteplatsen. När undersökningarna slutförts hade 33 lik återfunnits. Dock kunde man endast identifiera 25 av de döda personerna, eftersom flera av liken var alltför förruttnade. De yngsta offren var 14-åriga Samuel Stapleton och Michael Marino, de äldsta 21-åriga Russell Nelson och James Mazzara. Den 13 mars 1980 dömdes Gacy till döden för 33 mord.
I fängelset började Gacy måla, mestadels färgglada clownporträtt som blev populära och utställda på flera gallerier runt om i USA. Den 10 maj 1994 avrättades han med giftinjektion på Stateville Correctional Center i Illinois. Hans sista ord var enligt uppgift ”Kiss my ass”.

## Modus operandi
En av de bisarra detaljerna i historien om Gacy är hans extraknäck som clownen Pogo, en bisyssla som han också utnyttjade vid sina mord. Gacys favoritmetod var att lura unga män till sitt hem och sedan säga att han skulle visa en utbrytarlek han brukade göra med barnen. Han tog fram ett par handbojor, lurade i den besökande att de inte var äkta och övertalade offret att ta dem på sig. När handbojorna väl var på slog eller drogade Gacy ner offret med kloroform. Efter detta våldtog, torterade och kvävde Gacy sitt offer. Kroppen stuvade han in i krypgrunden under sin enplansvilla. Många av de som mördades var unga hemlösa män som försörjde sig som prostituerade i centrala Chicago. Fem av de mördade var tonårspojkar som arbetade på Gacys byggfirma.
I en fängelseintervju uppgav Gacy att John David Norman varit en av hans medbrottslingar, och han haft kopplingar till Normans pedofilnätverk. Phillip Paske, som förekom i Normans kartotek över pojkar, hade även arbetat för Gacy vid något tillfälle.

## Identifierade offer
| - Timothy McCoy (16) 3 januari 1972 - John Butkovitch (17) 29 juli 1975 - Darrell Sampson (18) 6 april 1976 - Randall Reffett (15) 14 maj 1976 - Samuel Stapleton (14) 14 maj 1976 - Michael Bonnin (17) 3 juni 1976 - William Carroll (16) 13 juni 1976 - James Haakenson (16) 5 augusti 1976 - Rick Johnston (17) 6 augusti 1976 | - Kenneth Parker (16) 24 oktober 1976 - William Bundy (19) 26 oktober 1976 - Francis Alexander (21) 2 december 1976 - Gregory Godzik (17) 12 december 1976 - John Szyc (19) 20 januari 1977 - Jon Prestidge (20) 15 mars 1977 - Matthew Bowman (19) 5 juli 1977 - Robert Gilroy (18) 15 september 1977 - John Mowery (19) 25 september 1977 | - Russell Nelson (21) 17 oktober 1977 - Robert Winch (16) 10 november 1977 - Tommy Boling (20) 18 november 1977 - David Talsma (19) 9 december 1977 - William Kindred (19) 16 februari 1978 - Timothy O'Rourke (20) 16–23 juni 1978 - Frank Landingin (19) 4 november 1978 - James Mazzara (21) 24 november 1978 - Robert Piest (15) 11 december 1978 |

Eventuellt felidentifierat offer
- Michael Marino (14) 24 oktober 1976[26]